# قطعنامه ۲۷۸ شورای امنیت
قطعنامه ۲۷۸ شورای امنیت سازمان ملل متحد که در تاریخ ۱۱ مه ۱۹۷۰ تصویب شد، سندی بین‌المللی دربارهٔ مسئلهٔ بحرین است. این قطعنامه طی نشست ۱٬۵۳۶ام
با ۱۵ موافق،۰ مخالف و۰ ممتنع تصویب شد.